# David White
David White (Denver, 4 de abril de 1916 — 27 de novembro de 1990) foi um ator norte-americano de televisão e cinema.

## Começo da vida
Nascido em 4 de abril de 1916, em Denver, Colorado, serviu no Corpo de Fuzileiros Navais dos Estados Unidos durante a Segunda Guerra Mundial.
Ele começou a sua carreira de atuação em teatro ao vivo, fazendo sua estreia na Broadway em 1953.
Casou-se com a atriz Mary Welch, com quem ele teve um filho, Jonathan White (Nascido em 14 de julho de 1955). Jonathan morreu com 33 anos, vítima de um atentado terrorista à Pan Am em 1988, no Voo 103 sobre Lockerbie, Escócia.
Em 1958, Mary Welch White morreu durante um segundo parto.
White casou novamente, e agora com Lisa Figus. O casal teve uma filha chamada Alexandra White.

## Carreira
Em 1964 White conseguiu o papel do maquiavélico executivo Larry Tate em Bewitched (Casei com uma Feiticeira em Portugal e A Feiticeira no Brasil), onde atuou durante toda a duração da série (1964 - 1972). Este seria o papel no qual ele seria mais conhecido durante sua vida e postumamente. Ele também atuou em dois episódios do original "The Twilight Zone", I Sing the Body Electric & "A World of Difference".

## Morte
David White morreu de um ataque cardíaco em 27 de novembro de 1990, em Los Angeles, Califórnia, aos 74 anos. Ele foi enterrado com seu filho Jonathan no Hollywood Forever Cemetery.